# Rezolucija Vijeća sigurnosti UN-a 777
Rezolucijom Vijeća sigurnosti UN-a 777, jednoglasno usvojenom 19. rujna 1992., nakon ponovne potvrđivanja Rezolucije 713 (1992.) i svih kasnijih rezolucija na tu temu, Vijeće je smatralo da je, budući da je država poznata kao Socijalistička Federativna Republika Jugoslavija (SFRJ) prestala postojati, primijetilo da prema Rezoluciji 757 (1992), zahtjev Savezne Republike Jugoslavije (Srbije i Crne Gore) za nastavak automatskog članstva u Ujedinjenim narodima nije bio široko prihvaćen i tako je odlučeno da se članstvo SFRJ u Ujedinjenim narodima ne može nastaviti. Stoga je Vijeće preporučilo Općoj skupštini da Savezna Republika Jugoslavija (Srbija i Crna Gora) prekine sudjelovanje u Općoj skupštini i podnese zahtjev za članstvo u Ujedinjenim narodima.
U izvornom nacrtu rezolucije, koji su izradile SAD, stajalo je da je Generalna skupština potvrdila da se "članstvo Jugoslavije u Ujedinjenim narodima gasi", no to je uklonjeno kako bi se dobila potpora Rusije, a sama rezolucija ostala je otvorena za tumačenje. Rusija i Kina odbacile su ideju da se SR Jugoslavija isključi iz svih organa Ujedinjenih naroda, rekavši da to ne utječe na njezin rad u ostalim tijelima. U međuvremenu, Indija i Zimbabve (tradicionalni saveznici Jugoslavije iz Pokreta nesvrstanih) rekli su da Rezolucija 777 krši Povelju Ujedinjenih naroda, posebice članke 5. i 6.
Rezolucija, u kojoj je također navedeno da će to pitanje razmotriti prije kraja 47. zasjedanja Opće skupštine, usvojena je s 12 glasova za i niti jednim protiv, dok su Kina, Indija i Zimbabve bile suzdržane od glasovanja.
Dana 22. rujna 1992., Opća skupština odobrila je, većinom od 127 glasova za, 6 glasova protiv i 26 suzdržanih, odluku Vijeća sigurnosti u Rezoluciji 47/1, iako je tekst oslabljen uklanjanjem "smatrajući da država ranije poznata kao Socijalistička Federativna Republika Jugoslavija prestala je postojati." Od 1992. do 2000. Savezna Republika Jugoslavija odbila je ponovno podnijeti zahtjev za članstvo u Ujedinjenim narodima, a Tajništvo Ujedinjenih naroda dopustilo je daljnji rad misije iz SFRJ i akreditiralo predstavnike Savezne Republike Jugoslavije u misiju SFRJ, nastavljajući rad u raznim organima Ujedinjenih naroda.

## Vanjske poveznice
- Resolution 777 (1992) Adopted by the Security Council at its 3116th meeting on 19 September 1992 (engleski), S/RES/777 (1992)

- Text of the Resolution at undocs.org